# Амедео Амадеи
Амедео Амадеи (на италиански: Amedeo Amadei), роден на 26 юли 1921 във Фраскати г. е италиански футболист (нападател) и треньор.
Наричан „Фурнаджията“, понеже родителите му държат пекарна в гр. Фраскати, Амедео Амадеи се превръща в един от най-великите нападатели на Рома, където играе в периода от 1936 до 1948 г., като само сезон 1938-39 прекарва във втородивизионните Аталанта Бергамо.
Става футболист на Рома, след като е на предварителни проби без да уведоми своите родители, които не биха удобрили неговото начинание. Амадей дебютира на 15 години 9 месеца и 6 дни, което го прави най-младия футболист играл в Серия А. След като кариерата му започва, той помага финансово на родителите си, които се намират в сериозно икономическо затруднение. Амадеи е известен със своята доброта и щедрост, качества които той демонстрира всяка неделя на стадиона, качества заради които печели сърцата на римските тифози. За Рома изиграва 386 мача, в които отбелязва 101 гола. Печели шампионата с римляните през 1942 г., като е и с основен принос със своите 18 гола, включително два хеттрика срещу Наполи и Лигурия. Популярността му е съизмерима със сегашния култ на тифозите към Франческо Тоти, а синът на хлебаря бива провъзгласен за Осмия цар на Рим. След ВСВ поради финансови проблеми в клуба през 1948 г. е продаден на ФК Интер, където продължава да бележи гол след гол. Последните пет години от кариерата си прекарва в Наполи, като по-късно става и техен треньор. С обща сметка от 427 мача и 174 гола в Серия А (приблизително по 0.41 гола на мач), Амадеи все още е единадесетия най-добър реализатор в историята на италианския шампионат, а заедно със Силвио Пиола са единствените, които са вкарали над 40 гола в Серия А с три различни отбора.
Амадеи е характерен със страховития си шут и изключителната бързина, които притежава. Докато играе за римляните, той не получава шанс да облече фланелката на Италия, тъй като по това време отбора на „Великите Торино“ съставлява по-голямата част от националния тим. След трагедията Суперга през 1949 г. и злощастната смърт на отбора на „Граната“, Амадеи става част от националния отбор по футбол на Италия, където изиграва 13 мача и вкарва 7 гола. Дебютът му е повече от успешен срещу Испания на 27 март 1949 г. където отбелязва и първия си гол.

## Успехи
- Шампион на Италия по футбол през 1942.

- Златната пейка - 1957-1958.

```
заради четвъртото място на 
Наполи
 през сезон 1957-58.
```

През 2007 г. стадион Лусио Мамилио в родния му град Фраскати е преименуван на Амадео Амадеи, а през 2008 г. тифози на Рома учредяват отделен фенклуб на клубната легенда.